# Миладин Бојић
Миладин Бојић (Тулари, код Уба, 25. септембар 1889 — Београд, 11. септембар 1938) био је земљорадник и учесник два Балканска рата, као и Првог светског рата. Носилац је Златног војничког ордена Карађорђеве звезде са мачевима, Златне медаље за храброст, као и још неколико одликовања и признања.

## Биографија
Отац Јован и мајка Мирослава, били су пољопривредни произвођачи у овом селу. Миладин је завршио основну школу и остао у месту рођења да се бави прадедовским занимањем. Пошто је био слабијег имовног стања упорним радом настојао је да себи и својој породици обезбеди што пристојније услове за живот.

### Ратна каријера
Током 1911. године отишао је на одслужење редовног војног рока у Другу батерију Моравског хаубичког пука, где су га као војника затекли балкански ратови. У том својству учествовао је, не само у балканским, већ и у Првом светском рату, па је у војсци непрекидно провео осам година. Посебно се истакао у биткама око Шапца након Церске битке.
Приликом потискивања аустроуагрске војске после ове славне битке, један наш пук трпео је велике губитке од непријатељског митраљеза који је пуцао са шабачке цркве и сејао смрт. На захтев претпостављених старешина као резервни каплар Друге батерије Моравског хаубичког дивизиона изашао је на положај, осмотрио ситуацију и рекао им да има на располагању само две и то неодговарајуће гранате али да ће учинити све што може. Предвече, Миладин је привукао топ на згодно место, заузео потребне елементе, нанишанио и опалио. Већ са првом гранатом погодио је црквени торањ и неутралисао митраљеско гнездо. Убрзо потом, извршен је брз и снажан противнапад и Аустријанци су протерани из Шапца. За успешно уништење опасног митраљеског гнезда у Шапцу, 15. јуна 1915. године, одликован је Златним војничким орденом Карађорђеве звезде са мачевима. Учествовао је и у више других борби и сличних акција и често служио другима за пример. На положају, у пределу коте 1050 (такође код Шапца), на дан 29. октобра 1916. године, био је рањен у леву ногу, али ни то га није одвојило од ратних другова.

### Живот након рата
Поред Карађорђеве звезде био је одликован и Златном медаљом за храброст, али и још неким одликовањима и другим признањима. Уз то, унапређен је у чин резервног артиљеријског наредника. По завршетку Првог светског рата вратио се у место рођења и наставио да се бави старим послом. Живео је тихо, скромно и повучено. Ни по чему се није нарочито истицао. Решењем Министарства војске и морнарице (Судско одељење – пензиони одсек) б. с. бр. 8436, од 12. априла 1938. године, остварио је право на годишњу новчану награду у износу од 3600 динара, по основу Закона о одликованим орденом Карађорђеве звезде са мачевима и још неке мање бенефиције, попут бесплатног превоза железницом, коришћења бањских капацитета и слично.
Умро је 11. септембра 1938. године у Београду, а сахрањен је на сеоском гробљу у родним Туларима. Био је ожењен Станом, девојачки Крстић из Брдарице код Коцељеве. Имали су три сина: Живана, Живка и Животу, који су такође живели у овом селу.